# Edificio Artigas
Das Edificio Artigas ist ein Bauwerk in der uruguayischen Landeshauptstadt Montevideo.
Das um 1948 errichtete Gebäude befindet sich in der Ciudad Vieja an der Calle Rincón 483–487, Ecke Treinta y Tres. Es ist als Bürogebäude konzipiert und beherbergt derzeit (Stand: 2011) neben Büroräumlichkeiten in den oberen Etagen Wechselstuben im Erdgeschoss. Angaben über den Architekten sind nicht vorhanden. Das 37 Meter hohe, 14-stöckige Bauwerk mit dem Sockel aus schwarzem Granit umfasst eine Grundfläche von 1170 m² und wird als einer der architektonischen Marksteine inmitten des Finanzsektors der Ciudad Vieja bezeichnet.